# Аборты в России
Аборты в России разрешены законом и входят в систему обязательного медицинского страхования. Прерывание беременности может совершаться по желанию женщины (на сроках до 12 недель), по социальным показаниям (на сроках до 22 недель), а также по медицинским показаниям (на любом сроке).
На протяжении постсоветского времени число абортов в России неуклонно снижалось, в среднем на 6% в год. Если в 1990-м Минздрав отчитывался о 4,1 млн прерванных беременностей, то в 2024-м показатель снизился более чем в десять раз — до 338 тысяч. По данным на 2020 год, Россия занимала только 111-е место в мире по числу абортов.
Российская Советская Республика стала первой в мировой истории страной, легализовавшей аборты (в 1920 году). При этом этический вопрос о допустимости абортов остаётся в российском обществе дискуссионным. В частности, противниками абортов выступают многие религиозные организации страны.

## История

### Дореволюционный период
В XVII веке указом царя Алексея Михайловича искусственное прерывание беременности было приравнено к детоубийству, и наказанием за него являлась смертная казнь.
Смертная казнь была отменена в 1715 году Петром I.
В 1845 году наказание за «преступное плодоизгнание» было регламентировано в Уложении о наказаниях уголовных и исправительных. Согласно 1462-й статье уложения, виновными являлись как проводивший аборт (при этом наличие у него медицинского образования рассматривалось как отягчающее обстоятельство), так и сама беременная.
Наказанием за аборт являлись каторжные работы сроком от 4 до 10 лет для врача, и ссылка либо тюремное заключение на срок от 4 до 6 лет для женщины.
На рубеже XIX и XX веков медицинское сообщество и юристы Российской империи начали высказываться за легализацию абортов, повышение их безопасности и распространение контрацепции. В частности, обсуждалась эта проблема на III (в 1889 году) и XII (в 1913 году) съездах Пироговского общества. При этом правоприменительная практика наказаний за аборт была невелика: к примеру, в период с 1910 по 1914 год во всей Российской империи было вынесено только 139 приговоров за аборты. Аборты в дореволюционной России практиковались преимущественно не профессиональными врачами, а представителями народной медицины — в первую очередь, бабками-повитухами, которые занимались абортами, помимо принятия родов.

### 1920—1936 годы

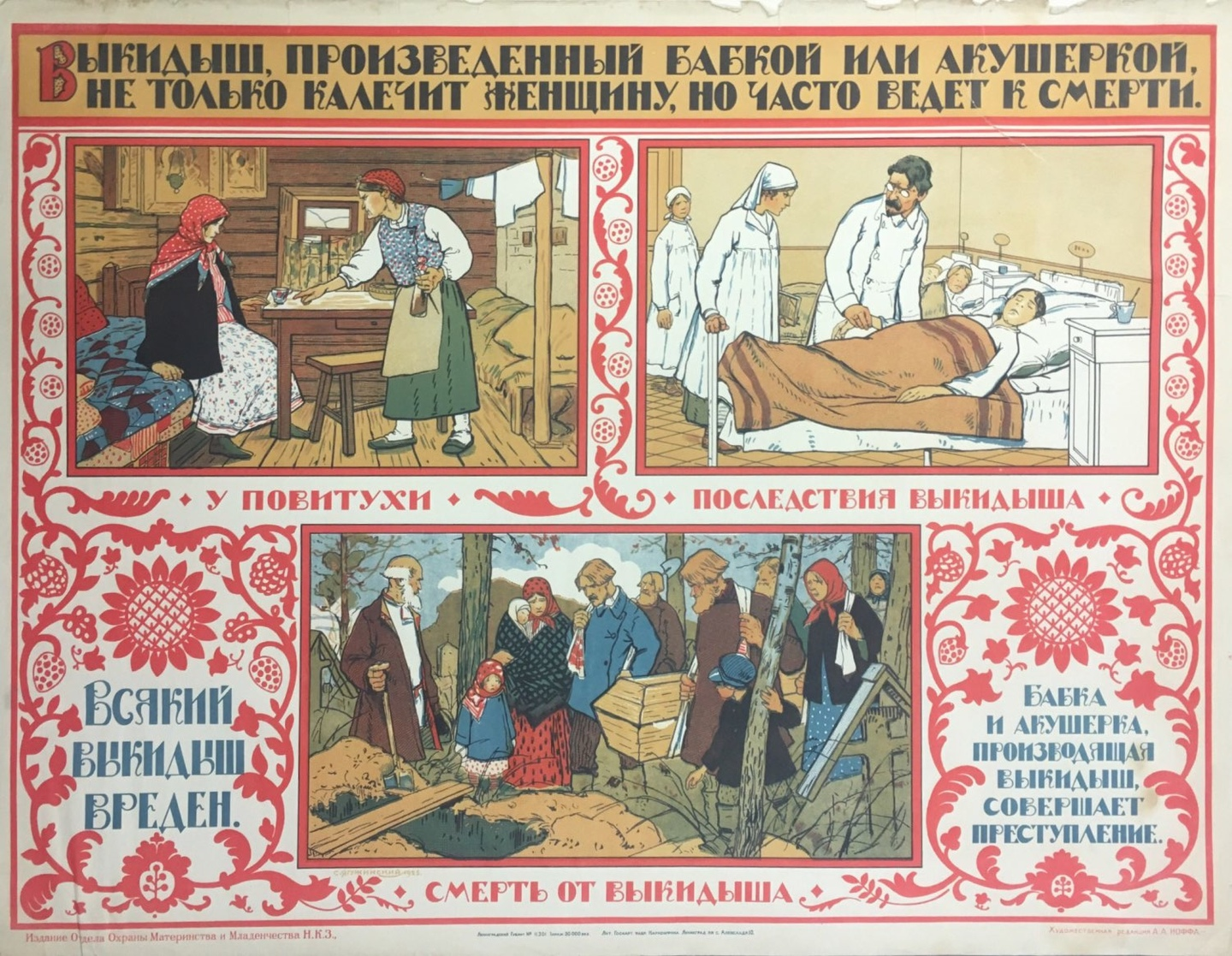
Плакат 1920-х годов

В 1920 году Советская Россия стала первой страной в мире, в которой аборты стали законными. Легализация произошла согласно постановлению Народного комиссариата здравоохранения и Народного комиссариата юстиции от 16 ноября 1920 года «Об охране здоровья женщин». Исследователями это событие рассматривается и как часть происходившей в то время в России тенденции по расширению прав женщин (включая предоставление женщинам избирательного права или запрет насильственных браков), и как изменения в медицинской этике, в которой произошёл отход от религиозных представлений о беременности. Однако в первой половине 1920-х годов в среде советских чиновников и юристов аборт ещё часто рассматривался как «социальное зло». В 1925 году в крупных городах фиксировалось в среднем 6 случаев абортов на тысячу человек населения.
В 1924 году на аборты были наложены ограничения. Они могли совершаться только в случае угрозы жизни или здоровью женщины, либо в случае наступления беременности в результате изнасилования. Каждый случай отдельно рассматривался специальной комиссией, без утвердительного решения которой прерывание беременности было запрещено. В 1926 году эти ограничения были сняты, однако тогда же были полностью запрещены аборты при первой беременности, а также для женщин, сделавших аборт менее полугода назад. В 1930 году аборты в СССР стали платными.

### 1936—1955 годы
27 июня 1936 года вышло постановление ЦИК и СНК СССР «О запрещении абортов, увеличении материальной помощи роженицам, установлении государственной помощи многосемейным, расширении сети родильных домов, детских яслей и детских садов, усилении уголовного наказания за неплатеж алиментов и некоторые изменения в законодательство о разводах», согласно которому аборты в стране снова были криминализированы, что обосновывалось неблагоприятной демографической ситуацией и необходимостью повышения рождаемости. Исключение составляли только аборты по медицинским показаниям. Уголовной ответственности за аборт подлежали как лицо, проводившее аборт, так и сама пациентка. Несмотря на запрет, в стране стала распространяться практика нелегальных абортов, и в период с 1937 по 1940 год было зарегистрировано более миллиона случаев. Среди людей, производивших аборты, профессиональные врачи и медсёстры составляли менее четверти. Выросла смертность от абортов, а положительного воздействия на рождаемость запрет абортов не оказал.
По состоянию на 1944 год в Советском Союзе фиксировали около 30,5 абортов на 100 беременностей, в том числе 46,2 в РСФСР. После войны их количество оставалось высоким. В частности, в 1950 году было зафиксировано более миллиона абортов. И порядка 90% из них являлись криминальными. Однако на практике многие уголовные дела, заведённые по случаям абортов, не доходили до суда. Народный комиссариат здравоохранения СССР после прошедшего 16 августа 1945 года заседания по вопросу о мероприятиях по борьбе с абортом пытался проводить борьбу с абортами через разъяснительную работу среди населения, а также поощрение многодетных семей. Но меры оказались малоэффективны. Смягчение государственной политики в отношении репродуктивных прав женщин началось в 1950-х годах. Началом послужило расширение списка медицинских показаний к прерыванию беременности в 1951 году и отмена уголовной ответственности за нелегальный аборт в 1954 году.

### После 1955 года
Взяв курс на снижение числа абортов путём поощрения материнства и проведения разъяснительных мероприятий, а не запретительных мер, советское руководство приняло решение о декриминализации абортов. Это было закреплено указом Президиума Верховного Совета СССР от 23 ноября 1955 года. Уголовная ответственность за проведение аборта вне медицинского учреждения при этом сохранялась. Легализация абортов улучшила условия их проведения и тем самым снизила риски для жизни и здоровья пациенток. В советское время искусственный аборт играл важную роль во внутрисемейном регулировании рождаемости в России. B число абортов в СССР росло вплоть до середины 1960-х годов, когда достигло максимальной в истории страны отметки в 5,6 миллиона в год в РСФСР и 7 миллионов во всём Советском Союзе. В 1970-х и 1980-х годах число абортов составляло соответственно около 4,5 и 6—6,5 миллионов в год. Изменялись медицинские предписания к их проведению. В частности, в начале 1980-х годов предельно допустимый для аборта срок беременности был увеличен с 12 до 24 недель, а в 1987 году было разрешено прерывание беременности в случае социальной необходимости на сроках до 28 недель.
В 1990 году, по данным Министерства здравоохранения СССР, в РСФСР было зарегистрировано 3,92 миллиона абортов. После этого число абортов в России начало снижаться. В 1999 году, по различным данным (от Минздрава и Росстата), в стране было проведено уже около 2 миллионов абортов. При этом количество абортов относительно родов в середине 1990-х годов выросло, достигнув отметки в 235 абортов на 100 родов в 1993 году, и затем также начав снижаться. Характер изменений в число абортов в постсоветские годы объясняется замещением аборта планированием семьи.

## Современность
По данным ООН, в 2004 году Россия возглавляла список стран по числу абортов — показатель достигнул 53,7 на 1000 женщин. Росстат сообщал, что всего за период с 1991 по 2021 годы в государственных медучреждениях РФ было проведено 50,6 млн абортов.
В постсоветские годы наблюдалось сокращение ежегодного количества абортов: с пика  4,6 млн в 1988 году их число к 2015 году уменьшилось в 5,5 раз до 0,8 млн. В 2007 году количество рождений впервые с 1950-х годов превысило число абортов: на 100 родов пришлось 92 аборта. Тенденция сохранилась, и в 2012 году на 100 родов совершали  только 56 абортов.
Некоторые СМИ сообщали о 3-4 млн абортов в 2015 году, однако эксперты ВОЗ считали эти данные преувеличенными.
По данным Минздрава, в 2017 году было проведено около 627,1 тыс. абортов. Наибольшее число приходилось на Уральский (25,1 на тысячу женщин) и Сибирский федеральный округ (26), а также на Дальний Восток (26,3).  Через три года общее число абортов в стране сократилось до 450 тысяч. При этом доабортное консультирование прошли 230 тысяч женщин, из которых 21% позднее отказался от операции. В 2022 году Минздрав отчитался о 400 тысячах абортов. Это соответствовало сокращению числа абортов в два раза за десятилетие.

Тем не менее ряд высокопоставленных чиновников выражал беспокойство по поводу высокого числа абортов и их воздействия на женское здоровье. В 2022 году Минздрав обсуждал запрет на аборты в частных клиниках. Глава ведомства назвал  «порочной практикой» стремление женщин обеспечить финансовую стабильность до рождения детей: 
Россиянкам нужно сначала рожать, а уже потом учиться и думать о карьереМихаил Мурашко
 Председатель комитета Госдумы по вопросам семьи, женщин и детей Нина Останина подчёркивала, что основной причиной высокого числа абортов является отсутствие социальной поддержки и большой процент разводов в стране (70% после первого года брака).

## Запрет абортов и рождаемость
Сторонники запрета абортов заявляют, что ограничения 
стимулируют рост рождаемости. Однако, по мнению исследователей, влияние абортов на демографическую ситуацию невысоко, вклад контрацепции в регулировании рождаемости гораздо выше. Социологические наблюдения свидетельствуют, что ограничение абортов может отразиться на демографических показателях только кратковременно или не оказывает влияния вовсе. Запреты ведут к увеличению нелегальных процедур, которые опасны для женщин. Значимый положительный эффект на демографию оказывают только продвижение эффективных методов контрацепции и улучшение социальных условий.  На это указывают исторические данные — с улучшением экономической обстановки и доступом к контрацепции российская статистика абортов стабильно уменьшалась.
Для воспроизводства населения в современных условиях суммарный коэффициент рождаемости (СКР) должен оставаться на уровне 2,1 для каждой женщины. В России же с 1990 по 2019 годы СКР снизился с 1,892 до 1,504. Для сравнения, мировой СКР за указанный период снизился с 3,3 до 2,4. Причиной сокращения коэффициента рождаемости являются не аборты, а характерный для постиндустриальных обществ демографический переход, ведущий к снижению числа рождений  и постепенному демографическому старению населения. Этот процесс к настоящему моменту охватил весь мир, кроме Африки южнее Сахары.  Российские власти всё равно проводят политику, направленную на повышение коэффициента рождаемости, включающую меры по сокращению абортов. Однако, доклад ЮНФПА о народонаселении подчёркивает, что такая политика не имеет долгосрочного эффекта и фактически не увеличивают размер семьи.

## Статистика
Аборты в России проводятся как в государственных, так и в частных медицинских учреждениях. Применяется три метода искусственного прерывания беременности. Самым распространённым из них является метод дилатации и кюретажа («выскабливания»), признанный устаревшим Всемирной организацией здравоохранения; с его помощью осуществляется около 72% абортов в стране. На втором месте (около 20% от общего числа) — метод вакуумной аспирации (мини-аборт), применяемый в стране с 1989 года. Наименее распространённый метод (около 8 %) — медикаментозный аборт. При этом нехирургические методы (медикаментозный и мини-аборт) чаще применяются в частных медицинских учреждениях.
На 2014 год, около четверти абортов в России приходится на женщин возрастной категории 25-29 лет. Порядка 22% абортов приходится на возрастную категорию 30-34 года, и примерно столько же — 20-24 года. Наблюдается постепенное повышение среднего возраста женщин, делающих аборт, что исследователи объясняют повышением популярности контрацепции у молодого поколения. К 2022-му чаще всего женщины делали аборт в 25-39 лет. На тот момент в России ежегодно порядка 800 подростков до 14 лет прерывали беременность, на возраст 16-19 лет приходилось 110 тысяч абортов.
Особенность ведения статистики абортов в России, нехарактерная для большинства других стран мира, — включение в неё самопроизвольных абортов. Доля выкидышей в общем количестве абортов постоянно повышается, в 2012 году составляла около четверти (когда в 1992 году этот показатель равнялся только 6 %), что объясняется снижением числа абортов по собственному желанию.
| Год  | Число абортов, тыс. | Абортов на 100 рождений |
| ---- | ------------------- | ----------------------- |
| 1957 | 3407,4              | 91,6                    |
| 1958 | 3939,3              | 109,5                   |
| 1959 | 4174,1              | 119,6                   |
| 1960 | 4373                | 134,4                   |
| 1961 | 4759                | 149,9                   |
| 1962 | 4925,1              | 169,4                   |
| 1963 | 5134,1              | 195,8                   |
| 1964 | 5376,2              | 231,2                   |
| 1965 | 5463,3              | 231,5                   |
| 1966 | 5322,5              | 235,7                   |
| 1967 | 5005                | 231,6                   |
| 1968 | 4872,9              | 226,2                   |
| 1969 | 4751,1              | 214,8                   |
| 1970 | 4792,5              | 211,6                   |
| 1971 | 4838,7              | 206,8                   |
| 1972 | 4765,5              | 204,8                   |
| 1973 | 4747                | 200,1                   |
| 1974 | 4674                | 193,9                   |
| 1975 | 4669,9              | 189,6                   |
| 1976 | 4757                | 192,8                   |
| 1977 | 4686                | 188,4                   |
| 1978 | 4656                | 186,6                   |
| 1979 | 4540,4              | 181,1                   |
| 1980 | 4506,2              | 179                     |
| 1981 | 4400,6              | 171,3                   |
| 1982 | 4462,8              | 162,1                   |
| 1983 | 4317,1              | 156,7                   |
| 1984 | 4361,9              | 161,9                   |
| 1985 | 4552,4              | 168,3                   |
| 1986 | 4362,1              | 152,9                   |
| 1987 | 4166,1              | 153,6                   |
| 1988 | 4483,8              | 181,1                   |
| 1989 | 4242                | 186,2                   |
| 1990 | 3920,2              | 188,8                   |
| 1991 | 3608,4              | 188,9                   |
| 1992 | 3265,7              | 183,3                   |
| 1993 | 2977,9              | —                       |
| 1994 | 2808,1              | —                       |
| 1995 | 2574,8              | —                       |
| 1996 | 2469,2              | —                       |
| 1997 | 2320,4              | —                       |
| 1998 | 2210,2              | —                       |
| 1999 | 2059,7              | —                       |
| 2000 | 1961,5              | —                       |
| 2001 | 1857                | —                       |
| 2002 | 1782,3              | —                       |
| 2003 | 1677                | —                       |
| 2004 | 1604,5              | —                       |
| 2005 | 1501,6              | —                       |
| 2006 | 1407                | —                       |
| 2007 | 1302,5              | —                       |
| 2008 | 1236,4              | —                       |
| 2009 | 1161,7              | —                       |
| 2010 | 1054,8              | —                       |
| 2011 | 989,4               | —                       |
| 2012 | 935,5               | —                       |

| Год  | Число абортов, тыс. | Абортов на 100 рождений |
| ---- | ------------------- | ----------------------- |
| 1990 | 4103,4              | 206,3                   |
| 1991 | 3608,4              | 201,1                   |
| 1992 | 3436,7              | 216,5                   |
| 1993 | 3244                | 235,2                   |
| 1994 | 3060,2              | 217,3                   |
| 1995 | 2766,4              | 202,8                   |
| 1996 | 2652                | 203,3                   |
| 1997 | 2498,7              | 198,3                   |
| 1998 | 2346,1              | 182,8                   |
| 1999 | 2181,2              | 179,6                   |
| 2000 | 2138,8              | 168,8                   |
| 2001 | 2014,7              | 153,6                   |
| 2002 | 1944,5              | 139,2                   |
| 2003 | 1864,6              | 128,6                   |
| 2004 | 1797,6              | 122                     |
| 2005 | 1501,6              | 117                     |
| 2006 | 1423,7              | 107                     |
| 2007 | 1306,8              | 92                      |
| 2008 | 1268,4              | 81                      |
| 2009 | 1161,7              | 73                      |
| 2010 | 1054,8              | 66                      |
| 2011 | 989,3               | 63                      |
| 2012 | 935,5               | 56                      |
| 2013 | 881,3               | —                       |
| 2014 | 814,1               | —                       |
| 2015 | 746,7               | —                       |
| 2016 | 737,9               | —                       |
| 2017 | 779,8               | —                       |
| 2018 | 567,18              | —                       |
| 2019 | 523                 | —                       |
| 2020 | 450                 | —                       |
| 2021 | 411                 | —                       |
| 2022 | 395                 | —                       |

## Законодательство
Российское законодательство в сфере абортов является одним из наиболее либеральных в мире. В современной России аборт входит в перечень видов медицинской помощи, покрываемых обязательным медицинским страхованием за счёт государственного бюджета. Каждая женщина имеет право на самостоятельное решение вопроса о материнстве, что закреплено федеральным законом № 323 «Об основах охраны здоровья граждан в Российской Федерации». Согласно федеральному закону, аборт при наличии только одного желания пациентки может быть проведён на сроках беременности до 12 недель, аборт по социальным показаниям (беременность в результате изнасилования) — до 22 недель, по медицинским показаниям — на любом сроке. Аборт несовершеннолетней пациентке, либо совершеннолетней, признанной недееспособной, может быть сделан по решению суда, принимаемому по заявлению её законного представителя. Проведение искусственного прерывания беременности лицом без медицинского образования соответствующего профиля влечёт уголовную ответственность, что регламентировано статьёй 123 Уголовного кодекса Российской Федерации (Незаконное проведение искусственного прерывания беременности); причинение смерти или тяжкого вреда здоровью потерпевшей является отягчающим обстоятельством. С 2011 года аборт по желанию женщины проводится не раньше, чем через двое суток с момента обращения, и в срок до семи суток. В течение этого времени женщине предоставляется время на принятие окончательного решения. Кроме того, федеральный закон позволяет врачу отказаться от проведения аборта, если это противоречит его личным убеждениям, кроме случаев, когда искусственное прерывание беременности требуется по медицинским показаниям, или когда замена лечащего врача невозможна. В 2013 году в России была полностью запрещена реклама абортов.
В 2016—2018 годах в ряде регионов России вводились временные запреты на аборты. В Приморском крае в августе 2016 года такой запрет был введён на три дня в рамках акции «Подари мне жизнь». В 2017 году в Чувашии запретили аборты в Международный день защиты детей. В июле и августе 2018 года вводился запрет абортов на 4 дня в Рязанской области, Приморском крае и Якутии.
Государственная семейная политика в России признаёт отрицательным воздействие абортов на женское здоровье и называет высокий уровень абортов одной из причин низкой рождаемости в стране. Власти вводят постепенные ограничения этих процедур. В 2020-2021 году Минздрав разработал проект по сокращению перечня болезней и патологий, при которых есть медицинские показания к аборту. Замглавы думского комитета по вопросам семьи, женщин и детей Оксана Пушкина назвала приказ ограничением прав женщин, и под давлением критики представители Минздрава обещали пересмотреть положения. Летом 2023 года министр здравоохранения Михаил Мурашко заявил о планируемом  к концу года ограничении продажи препаратов для прерывания беременности. Из-за этого некоторые частные клиники могли отказаться от медикаментозного прерывания беременности. И больше половины врачей, опрошенных профессиональным сервисом «Справочник врача», не поддерживали инициативу, 87% - считали, что она приведёт к росту нелегальных абортов. Минздрав также обсуждал запрет абортов в частных клиниках, которые в 2022 проводили, предположительно, пятую часть всех абортов в стране. В августе 2023 года Мордовия первой среди регионов запретила пропаганду и «понуждение» к абортам. Под этим подразумеваются любые действия,  которые «формируют страх перед вынашиванием и воспитанием ребенка» или субъективное мнение о будущем ребёнка.
В ноябре 2023 года Патриарх Московский и всея Руси Кирилл поддержал инициативы ряда российских регионов и предложил распространить ответственность за склонение женщин к совершению абортов на федеральный уровень. По его мнению, в условиях демографического кризиса принятие подобных законов особенно актуально. Он обратился к спикеру Госдумы Вячеславу Володину с письмом, в котором предлагал запретить делать аборты в частных клиниках по всей стране.
13 декабря 2023 года Законодательное собрание Нижегородской области внесло в Госдуму законопроект о запрете абортов в частных клиниках на федеральном уровне.
В декабре 2023 года Комитет Госдумы по охране здоровья не поддержал запрет абортов в частных клиниках. Он направил своё письмо с возражениями против подобных предложений Патриарха Кирилла председателю Государственной Думы Вячеславу Володину.

## Государственная политика
В 2015 году председатель комитета Государственной думы по вопросам семьи, женщин и детей Елена Мизулина инициировала законопроект о выводе абортов из системы ОМС и запрете абортов в частной медицине, однако он был отклонён Государственной думой. В сентябре 2016 года министр здравоохранения России Вероника Скворцова заявила, что такого рода ужесточения законодательства относительно абортов способны создать угрозу для здоровья женщин и повысить детскую смертность. Тогда же детский омбудсмен России Анна Кузнецова высказалась, что, будучи противником абортов, не поддерживает политику их запретов, считая более целесообразной их профилактику. В 2017 году президент России Владимир Путин заявил, что запрет на аборты не способен улучшить демографическую ситуацию в стране и может вызвать риск распространения нелегальных абортов, а также вынуждать женщин делать аборты за границей.
Тем не менее в январе 2019 года в Госдуме сформировали рабочую группу под руководством заместителя председателя парламента Петра Толстого для обсуждения законодательных инициатив РПЦ; в частности, группа изучит перспективы выведения абортов из системы обязательного медицинского страхования. Также в начале 2019 года Минздрав объявил о планах вдвое сократить число абортов за ближайшие шесть лет, и среди мер назвал расширение сотрудничества с РПЦ. По данным министерства, в 2018 году после консультации со священниками 39 тысяч из 257,5 тысячи женщин отказались от аборта. Власти Татарстана обсуждали обязательное информирование о вреде абортов во время любых связанных с ними дискуссий в СМИ.
В соответствии с Концепцией демографической политики, в 2021 году правительство заявило о намерении повысить долю отказов от абортов до 50%. Позднее многие российские политики выступали против абортов и предлагали вывести эту процедуру из программы обязательного медицинского страхования. Например, в 2021-м депутат Госдумы Виталий Милонов называл аборты по полису ОМС незаконными, так как «беременность не является болезнью».  Михаил Мурашко и ряд политиков также  выступал за отмену абортов частных клиниках, называя это приоритетной задачей властей. Например, вице-спикер Госдумы Анна Кузнецова предложила российским губернаторам ограничить лицензии для частных клиник на проведение абортов.
По мнению заместителя председателя комитета по охране здоровья Алексея Куринного, усложнение процедуры только лишит многих женщин возможности получить её «в нормальных условиях». Медицинский адвокат Ирина Гриценко считает, что такой запрет ограничит права пациентов и потребует изменений в лицензионном законодательстве. Кроме того, глава комитета Госдумы по вопросам семьи, женщин и детей Нина Останина считала, что подобные запреты преждевременны, пока семьи не получат достаточной материальной поддержки на содержание детей.
В 2023 году президент России Владимир Путин назвал ситуацию с абортами в стране чрезвычайно острой проблемой и озвучил ряд способов её решения, среди которых:  улучшение социально-экономического положения; запрет на реализацию медикаментов для прерывания беременности; оказание помощи молодым семьям с покупкой жилья и матпомощь студенческим семьям;  повышение уровня благосостояния, социального обслуживания, реальных зарплат.
В начале августа 2023 года депутаты госсобрания Республики Мордовия приняли закон, запрещающий на территории региона пропаганду абортов. Позже подобный закон приняли в Тверской области. За его нарушение полагается крупный штраф и административное дело, которое будет заведено независимо от того, было ли проведено прерывание беременности или нет.
В 2024 году письмо от Патриарха московского и всея Руси Кирилла будут выдавать беременным женщинам в женской консультации в 16 регионах России, для того, чтобы убедить женщину сохранить жизнь.

## Общественное мнение
В российском обществе вопрос о допустимости абортов, их регулирования и налагаемых ограничений является дискуссионным. В основе дискуссии лежит сложный этический вопрос о признании плода в утробе беременной женщины человеком и о его праве на жизнь. Различных точек зрения на этические вопросы, касающиеся абортов, придерживаются и учёные: что эмбрион является человеком уже с момента появления зиготы; что он не является человеком вплоть до момента рождения; что человеком плод становится не сразу после оплодотворения, а на определённой стадии беременности (чаще всего подразумеваются сроки порядка 7—8 недель, когда зародыш принимает вид «маленького человека», или в 24 недели, когда плод начинает чувствовать боль).
Данные опросов о мнении россиян об абортах в значительной степени разнятся. По опросам ВЦИОМ  2022 года, 36% россиян считают, что женщина имеет право делать аборт по собственному усмотрению. Доля граждан, считающих процедуру недопустимой ни при каких обстоятельствах, увеличилась в 2016-2022 годах с 4% до 13%. Наиболее негативно к абортам относятся жители Северо-Кавказского региона. Более половины опрошенных россиян заявляли, что государство не должно вмешиваться в сферу планирования семьи и вопросы связанные с абортом. По опросам Левады-центра 2018 года, более  четверти респондентов (26%) не осуждали женщин сделавших аборт из-за невозможности обеспечить ребёнка. Такое же количество не считало это предосудительным при определённых обстоятельствах и только 19% высказывались негативно.
В России действует общественное движение «За жизнь», активно выступающее против абортов. В ноябре 2013 году оно выдвинуло петицию, направленную на полный запрет абортов в стране, и к августа 2017 собрало миллион подписей. Президент фонда «Женщины за жизнь» Наталья Москвитина выступала за полный перевод услуги прерывания беременности в государственные больницы. В 2017 году движение провело в 34 российских городах акцию «Они могли бы пойти в школу», выставив на центральных площадях городов детскую обувь, которую, по замыслу акции, могли бы носить дети, нерождённые из-за абортов. Петиции с предложениями о разработке законопроектов о запрете или вводе серьёзных ограничений на аборты направлялись в органы российской власти и в прежние годы, но не рассматривались.
Выступающие против запрета на аборты активисты считают, что ограничение прав женщин приведёт к росту детоубийств. Движение «Женщина может!» провело в 2021-м и 2023 годах акцию «Зато не аборт», размещая на улицах Челябинска коробки с игрушками, изображающими оставленных младенцев. Активисты указывают, что противники абортов не дискутируют о социальных проблемах, которые подталкивают женщин к прерыванию беременности. Общественный деятель Оксана Пушкина также указывала, что у нежеланных детей, которых мать оставляет, повышен риск негативного психосоциального развития.
Последовательными противниками абортов в России являются многие религиозные организации, которые следуют представлениям своих религий о зачатии как начале человеческой жизни и об эмбрионе как человеке, которого недопустимо лишать жизни, а также стремятся поддерживать высокую рождаемость. В числе их — Русская православная церковь, отношение которой к абортам сформулировано в её основах социальной концепции.
…Церковь рассматривает намеренное прерывание беременности (аборт) как тяжкий грех. Канонические правила приравнивают аборт к убийству… Церковь рассматривает [аборты] как угрозу будущему человечества и явный признак моральной деградации…Основы социальной концепции Русской православной церкви, статья XII.2
При этом РПЦ всё же допускает прерывание беременности в исключительных случаях при прямой угрозе жизни беременной женщины. Средства контрацепции абортивного действия в социальной концепции РПЦ фактически приравнены к абортам, как прерывающие жизнь эмбриона на ранних стадиях. Патриарх Кирилл неоднократно выступал с инициативой о выведении абортов из системы обязательного медицинского страхования (то есть переводе их на платную основу). В 2022 году патриарх назвал аборты «издевательством над самой идеей прав человека» и выступал также за их запрет в частных клиниках.
Другие представители РПЦ поддерживают идеи патриарха. Ещё в 2010 году, глава синодального отдела РПЦ по взаимоотношениям Церкви и общества протоиерей Всеволод Чаплин высказывался о необходимости прекратить финансирование абортов из государственного бюджета. Председатель патриаршей комиссии по вопросам семьи, защиты материнства и детства иерей Фёдор Лукьянов считал, что искусственное прерывание беременности по желанию женщины должно проводиться при наличии согласия её мужа. Он также выступал за сокращение максимального допустимого срока для прерывания беременности.
Позиция РПЦ находит отклик и у других религиозных деятелей страны. В частности, в 2016 году точку зрения патриарха Кирилла поддержал и верховный муфтий России Талгат Таджуддин. Главный раввин России Берл Лазар назвал текущую ситуацию с абортами в стране неприемлемой, но высказался о необходимости борьбы с ними не запретами, а воспитательной работой.
Однако религиозные общины и движение «Женщины за жизнь» одновременно выступают против сексуального воспитания о контрацепции. И в качестве просветительской работы они предлагают пропаганду целомудрия и семейных ценностей. Хотя данные Фонда ООН в области народонаселения показывают, что такие программы нерезультативны.